# Wolfram Mittelmeier

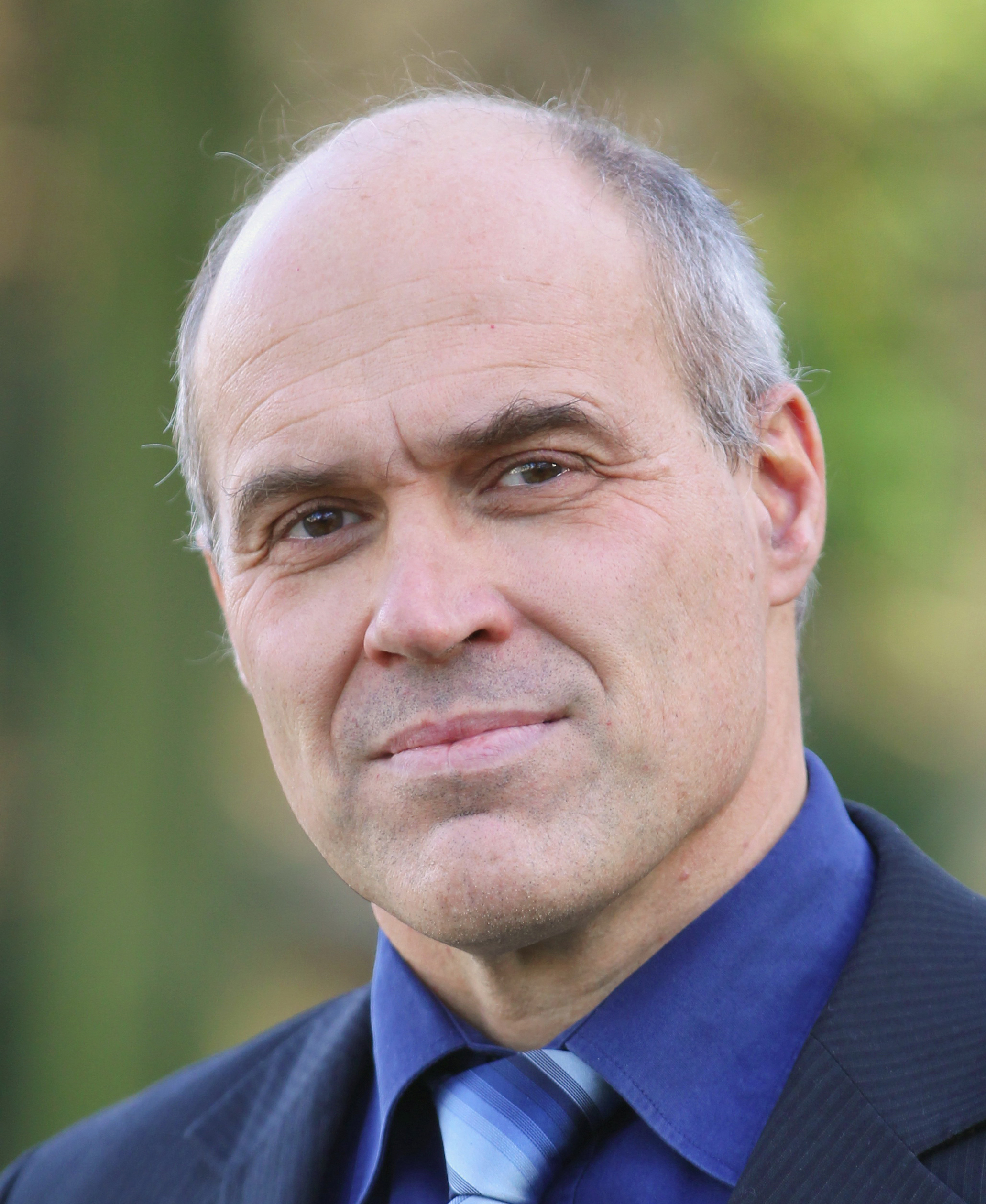
Wolfram Mittelmeier (2011)

Wolfram Mittelmeier (* 9. März 1959 in Berlin) ist ein deutscher Orthopäde und Hochschullehrer an der Universität Rostock. Seine Forschungsschwerpunkte sind Biomechanik und Biomaterialien.

## Leben
Mittelmeier ist Sohn des Orthopäden Heinz Mittelmeier und der Kieferorthopädin Edith Mittelmeier. Nach dem Abitur 1979 und dem Wehrdienst studierte er ab 1980 an der Katholieke Universiteit Leuven, der Justus-Liebig-Universität Gießen und der Universität des Saarlandes Medizin. Anschließend ging er für zwei Jahre an die Chirurgische Universitätsklinik der Universität des Saarlandes. 1990 wechselte er an die Orthopädische Universitätsklinik Erlangen, an der er bis 1993 tätig war. 1992 wurde er an der Universität des Saarlandes zum Dr. med. promoviert.

### Lübeck und München
Von Erlangen wechselte Mittelmeier an die Klinik für Orthopädie der Universität zu Lübeck. 1994 bestand er die Facharztprüfung. In Lübeck war er ab 1995 Oberarzt und ab 1996 leitender Oberarzt. Gleichzeitig war er der leitende Oberarzt der Orthopädischen Abteilung im Krankenhaus Priwall in Travemünde. 1997 wechselte Mittelmeier als leitender Oberarzt nach München an die Klinik für Orthopädie und Sportorthopädie der Technischen Universität München. 1999 habilitierte er sich.

### Rostock
Er folgte 2003 dem Ruf der Universität Rostock und übernahm die kommissarische Leitung der Orthopädischen Klinik und Poliklinik der Universitätsmedizin Rostock. 2004 wurde er von der TU München zum apl. Professor ernannt. Er erhielt den Ruf auf die orthopädischen Lehrstühle in Rostock und Marburg (2004) sowie nach Frankfurt (2006), blieb jedoch als C4-Professor und Klinikdirektor der Orthopädischen Klinik und Poliklinik in Rostock. 2008 entwickelte er in Rostock die Grundlage für das Qualitätssicherungsprojekt EndoCert, welches nach Überprüfung durch Gremien der Deutschen Gesellschaft für Orthopädie und Orthopädische Chirurgie seit Oktober 2012 bundesweit umgesetzt wird. 2009 baute er die AG Lehre der Fachgesellschaft DGOU auf, welche 2011 den ersten Lernzielkatalog für Orthopädie und  Unfallchirurgie im Praktischen Jahr des Medizinstudiums entwickelte. 2012 implementierte er die AG Implantatsicherheit der Fachgesellschaft DGOU.

## Wissenschaftliche Mitgliedschaften
- 2002–2006 Mitglied D.I.N.-Normausschuss für „Endoprothetik und Osteosynthese“ des Deutschen Instituts für Normung e.V., Pforzheim
- Seit 2008 Mitglied des Kuratoriums Gesundheitswirtschaft Mecklenburg-Vorpommern
- 2009–2012 Präsident AFOR-Stiftung (Association for Orthopaedic Research)
- seit 2012 Mitglied Stiftungsrat der Oskar-Helene-Heim-Stiftung Berlin (gegr. 1905)
- 2006–2010 Vorsitzender Ordinarienkonferenz Orthopädie
- seit 2005 Vorstandsmitglied DGOOC
- 2012 Präsident Deutsche Gesellschaft für Orthopädie und Orthopädische Chirurgie (DGOOC)
- 2012 Präsident Deutsche Gesellschaft für Orthopädie und Unfallchirurgie (DGOU)
- 2011 Wissenschaftlicher Beirat der Dan-Akademie des Deutschen Karate-Verbandes (DKV)
- seit 2012 Mitglied und Stellvertretender Vorsitzender im Fachbeirat des Bundesinnungsverbandes Orthopädietechnik (BIVOT)
- 2014 Präsident OTWorld (Weltkongress Orthopädie- und Rehatechnik, Messe Leipzig, Mai 2014)

## Auszeichnungen
- 1993 Dr. Eduard-Martin-Preis der Universität des Saarlandes für die beste Promotion des Jahrganges
- 1994 Albert-Hoffa-Preis der Norddeutschen Gesellschaft für Orthopädie
- 2001 Heine-Preis der Deutschen Gesellschaft für Orthopädie (DGOT/ DGOOC) für besondere wissenschaftliche Arbeiten

## Internationale Fachgesellschaften
- seit 2005 Korrespondierendes Mitglied der Chilenischen Gesellschaft für Orthopädie und Traumatologie (SCHOT)
- seit 2011 Ehrenmitglied der Deutsch-Arabischen Gesellschaft für Orthopädie und Unfallchirurgie
- seit 2012 Ehrenmitglied der Lateinamerikanischen Fachgesellschaften für Orthopädie & Unfallchirurgie SLAOT

## Publikationen (Auswahl)

### Koautor
- mit D. Kluess, R. Bader, H. Martin, KP. Schmitz: Finite-Elemente-Untersuchung zur Impingement-bedingten Schädigung von Implantaten für den Hüftgelenkersatz. MP Materials Testing 6: 330–336, 2007
- mit R. Bader, E. Steinhauser,  R. Brem, U. Holzwarth, P. Choungthong, D. Winklmair, J. Tübel, M. Schmitt: Einfluss der Knochenzement-Zusammensetzung auf das Abriebverhalten von zementfreien Hüftendoprothesen-Stielen. Materialprüfung 47: 175–180, 2005
- mit R. Bader, E. Steinhauser, R. Scholz, M. Simnacher:  Experimentelle Analyse von neutralen, asymmetrischen und Schnapp-Pfannen für die Hüftendoprothetik: Untersuchungen zur Range of motion und Luxationssicherheit. In: Zeitschrift für Orthopädie und Unfallchirurgie. Band 142(5), 2005. S. 577–585
- mit R. Bader, R. Scholz, E. Steinhauser, S. Zimmermann, R. Busch: The effect of the head and neck geometry on the stability against dislocation of total hip replacement. In: Acta Orthopaedica Scandinavica. Band 75, 2004. S. 415–421
- mit S. Froehlich, U. Obertacke, M. Ruesseler, P. Schwanitz, A. Roth, H. Gollwitzer, F. Walcher, R. Kasch: [An educational skills programme for undergraduate training in orthopaedic and trauma surgery]. In: Zeitschrift für Orthopädie und Unfallchirurgie. Band 149(5), 2011. S. 568–574
- mit H. Haas, J. Grifka, K.-P. Günther, K. Heller, F. Niethard, H. Windhagen, M. Ebner: EndoCert – Zertifizierung von endoprothetischen Versorgungszentren in Deutschland. Thieme, 2013, doi:10.1055/B-9783131740816, 50 S.
- mit H. Haas: Startschuss für Endoprothesenzentren. In: H. Mälzer, F. U. Niethard, H. Siebert: Orthopädie und Unfallchirurgie – Mitteilungen und Nachrichten. Band 6/2012. ISSN 2193-5254, S. 680–682
- Qualität als Aufgabe in O & U. In: H. Mälzer, F. U. Niethard, H. Siebert: Orthopädie und Unfallchirurgie – Mitteilungen und Nachrichten. Band 6/2012, ISSN 2193-5254, S. 654–656.

### Erstautor
- mit Christoph Josten, H. R. Siebert, Fritz Uwe Niethard, I. Marzi, D. Klüß: Forschung in Orthopädie und Unfallchirurgie – Bestandsaufnahme und Ausblick. In: Weißbuch Forschung in Orthopädie und Unfallchirurgie. Shaker, 2013, ISBN 978-3-8440-1775-5. 206 S.